# Maledictus Eris
Maledictus Eris är det danska viking metal/folk metal-bandet Svartsots tredje studioalbum. Albumet utgavs juli 2011 av skivbolaget Napalm Records.

## Låtlista
1. "Staden..." (instrumental) – 0:48
2. "Gud giv det varer ved!" – 4:26
3. "Dødedansen" – 4:59
4. "Farsoten kom" – 4:32
5. "Holdt ned af en tjørn" – 4:26
6. "Den forgængelige tro" – 4:46
7. "Om jeg lever kveg" – 3:22
8. "Kunsten at dø" – 5:03
9. "Den nidske gud" – 4:48
10. "Spigrene" – 4:13
11. "...og landet ligger så øde hen" – 4:46

- Text: Cristoffer J.S. Frederiksen/James Atkin
- Musik: Cristoffer J.S. Frederiksen (spår 2–11), Hans-Jørgen Martinus Hansen (spår 1)

## Medverkande
Svartsot-medlemmar
- Cris J.S. Frederiksen – gitarr, mandolin, munharpa, bakgrundssång
- Hans-Jørgen Martinus Hansen – flöjt, plåtvissla, svensk säckpipa, bakgrundssång
- Danni Lyse Jelsgaard – trummor
- James Atkin – basgitarr, bakgrundssång
- Thor Bager – sång

Bidragande musiker
- Lasse Lammert – gitarr (spår 8)
- Uffe Dons Peterson – sång
- Rikke Frederiksen – körsång (spår 1)
- Liv Frederiksen – körsång (spår 1)
- Sol Frederiksen – körsång (spår 1)
- Maria Atkin – körsång (spår 1)
- Ravn Atkin – körsång (spår 1)

Produktion
- Lasse Lammert – producer, inspelning, mixning, mastering
- Gyula Havancsák – omslagsdesign, omslagskonst
- Mads Schou Jensen – foto
- Jonas Højgaard Andersen – foto
- Michael Bendix – foto